# La tia Mame
La tia Mame (títol original en anglès: Auntie Mame) és una pel·lícula estatunidenca dirigida per Morton DaCosta, estrenada el 1958 i doblada al català.

## Argument
Història de Patrick que ha quedat sobtadament orfe i és deixat a cura d'una tia (Rosalind Russell) molt poc habituada a la relació entre pares i fills. L'adorable excentricitat de la tia i el seu gran cor aconseguiran fer-se càrrec del fil d'aquesta pel·lícula.
Per als amants d'aquest film segueix sent el lema memorable de la seva tia: "Viu, viu, viu! la vida és un banquet i els pobres ximples es moren de fam ..."

## Box office
Aquesta pel·lícula va ser la primera en ingressos de 1959, aconseguint un benefici net de 8,800 milions de dòlars

## Repartiment
- Rosalind Russell: Mame Dennis
- Forrest Tucker: Beauregard Jackson Pickett Burnside
- Coral Browne: Vera Charles
- Fred Clark: Dwight Babcock
- Roger Smith: Patrick Dennis, de vell
- Patric Knowles: Lindsay Woolsey
- Peggy Cass: Agnes Gooch
- Connie Gilchrist: Norah Muldoon
- Yuki Shimoda: Ito
- Lee Patrick: Doris Upson

## Premis i nominacions[calcitació]

### Premis
- 1959. Globus d'Or a la millor pel·lícula musical o còmica
- 1959. Globus d'Or a la millor actriu musical o còmica per Rosalind Russell

### Nominacions
- 1959. Oscar a la millor pel·lícula
- 1959. Oscar a la millor actriu per Rosalind Russell
- 1959. Oscar a la millor actriu secundària per Peggy Cass
- 1959. Oscar a la millor fotografia per Harry Stradling Sr.
- 1959. Oscar al millor muntatge per William H. Ziegler
- 1959. Oscar a la millor direcció artística per Malcolm C. Bert i George James Hopkins
- 1959. Globus d'Or a la millor actriu secundària per Peggy Cass
- 1959. Grammy al millor àlbum de banda sonora per Ray Heindorf Orchestra
- 1960. BAFTA a la millor actriu per Rosalind Russell